# 明辨科技
明辨科技（英語：Acadine™ Technologies），由前美商謀智台灣分公司的宮力與何福軒成立的軟體公司，其行動作業系統「H5OS」基於Web技術，與iOS、Android同為開放系統架構。

## 沿革
2015年7月15日，獲得中國清華紫光集團旗下紫光國際的1億美元（約新台幣31億元）投資，並於香港完成公司註冊，在臺灣徵求軟體應用相關人才，8月獲得核准以「阿克鼎軟體開發有限公司 」名義設立。2016年4月27日，因紫光集團承諾的資金未到，公司進行大規模裁員及重整。

## 外部連結
- 官方网站